# Schächer

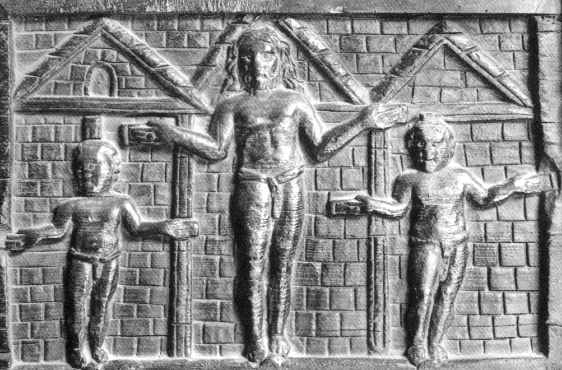
Darstellung der Kreuzigung Christi auf der Holztür von Santa Sabina, eine der frühesten Darstellungen dieses christlichen Bildthemas. Christus in Oranten-Stellung zwischen den beiden Schächern, das Kreuz wird nur angedeutet.

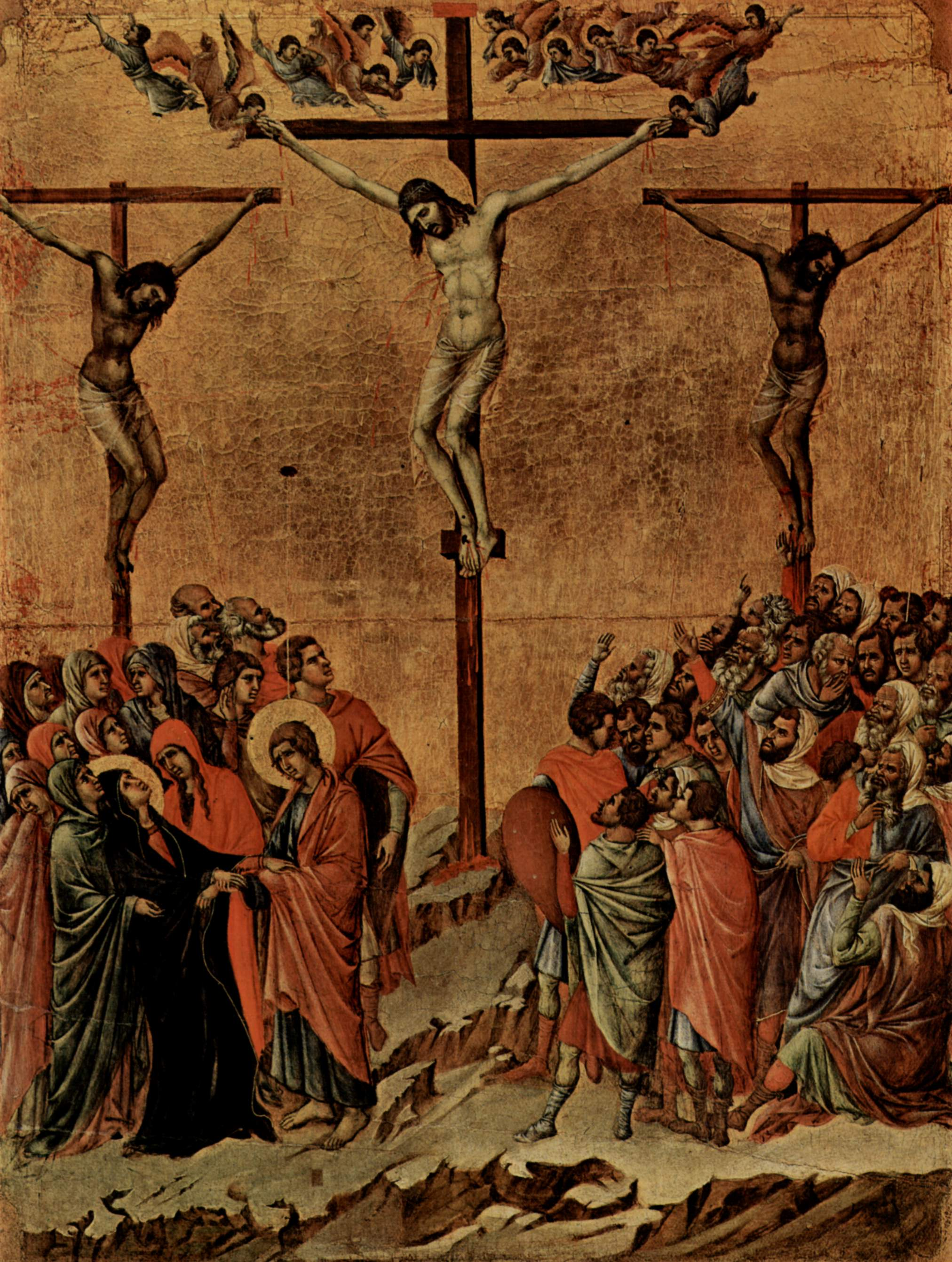
Kreuzigungsszene im Dom von Siena (1308–1311)

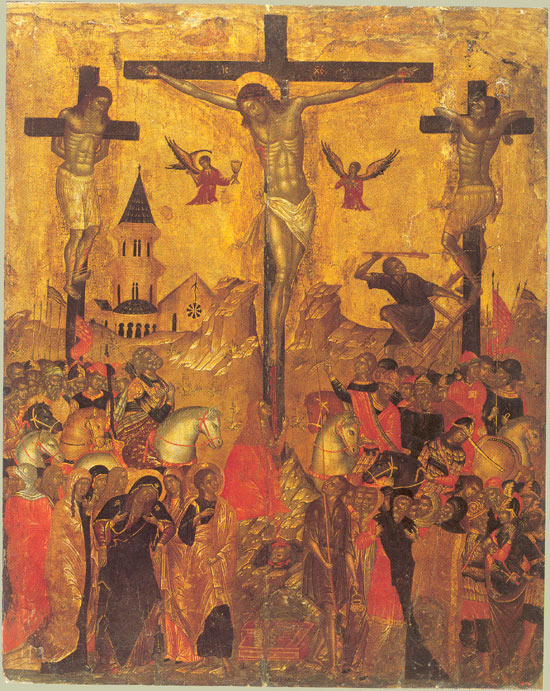
Kretische Kreuzigungsikone

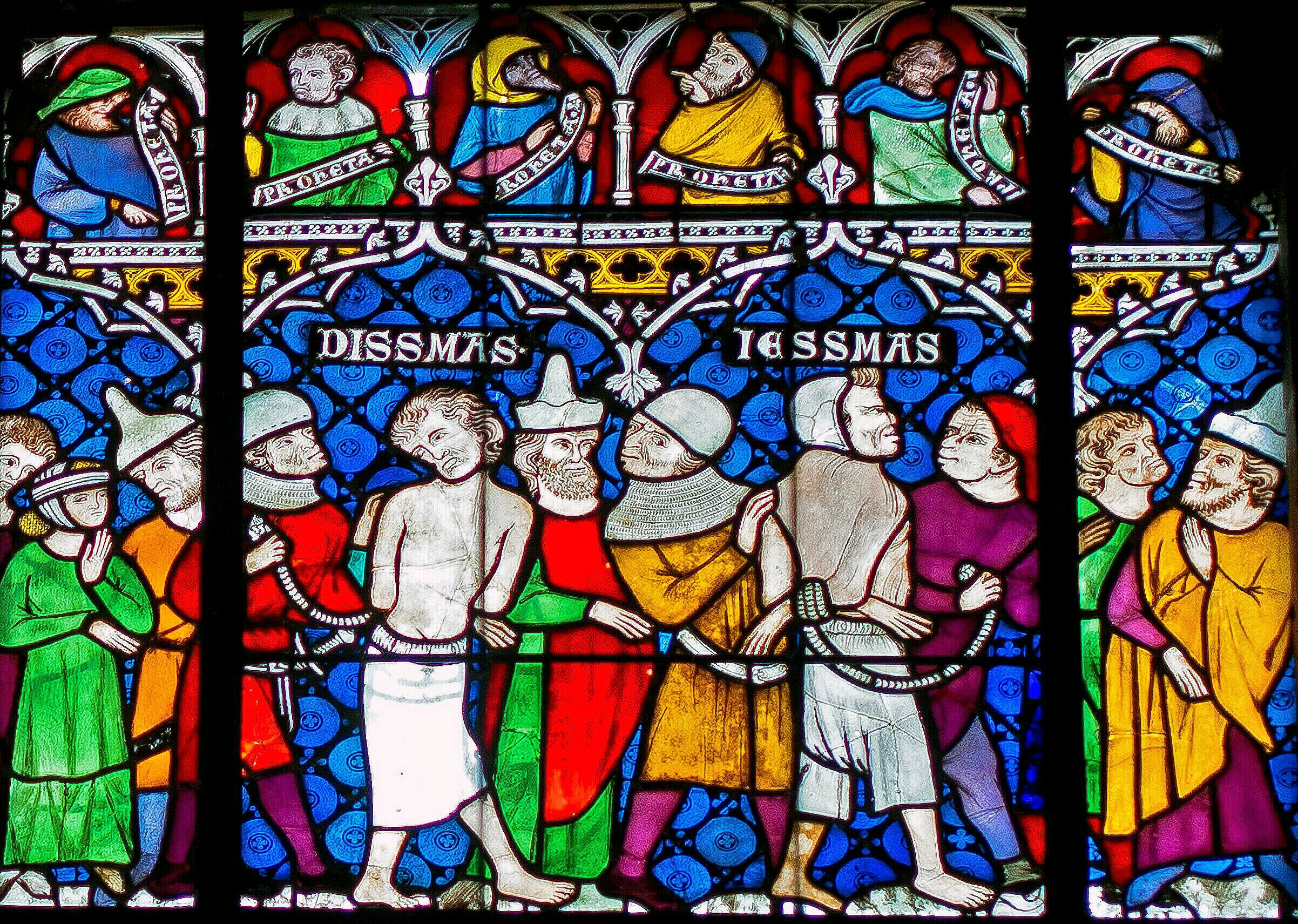
Straßburger Münster, Glasmalerei (14. Jahrhundert)

Schächer ist ein veraltetes Wort mit der Bedeutung „Räuber, Verbrecher“. In der christlichen Tradition werden damit insbesondere die beiden Männer bezeichnet, die zusammen mit Jesus von Nazaret gekreuzigt wurden. Sie werden in der christlichen Kunst als Teil der Kreuzigungsgruppe häufig dargestellt. Schächer ist daher auch ein Begriff der deutschsprachigen Kunstgeschichte.

## Etymologie
Das Wort Schächer für „Räuber, Verbrecher“ entstammt dem althochdeutschen scāhhāri des 8. Jahrhunderts zu gleichfalls althochdeutsch scāh für „Raub“, abstammend vom urgermanischen *skēka-. Im Mittelhochdeutschen entwickelte sich schāchen in der Bedeutung „auf Raub (aus-)gehen, rauben, plündern“, im Neuhochdeutschen bis ins 18. Jahrhundert durch schachen verwendet. Weitere Beziehungen gelten – so Wolfgang Pfeifer – als nicht gesichert und die Herkunft daher als unbekannt. Jedoch gilt Schächer vielfach – wie bei Luther, jedoch nicht in der Bibel – für die beiden am Kreuz neben Christus hingerichteten Missetäter; vom 18. Jahrhundert an in der abschwächenden Fügung „armer Schächer“ auch als „armer Kerl“. Der Duden nennt den heutigen Gebrauch als „biblisch“ in der Bedeutung „Räuber, Mörder“.

## Christliche Bedeutung und Darstellung in der Kunst

### Evangelien
Aus dem Lukasevangelium (Lk 23,39 ff. ) geht hervor, dass einer der Männer Jesus geschmäht haben soll, während der andere bereut und um Jesu Fürbitte angesucht habe, wodurch er erlöst worden sei: „Wahrlich, ich sage dir: Heute noch wirst du mit mir im Paradies sein“ (Lk 23,43 ), eines der Sieben Letzten Worte Jesu am Kreuze. Die Parallelstellen sind Matthäus (Mt 27,44 ) und Markus (Mk 15 ). Künstlerisch prägender war jedoch das apokryphe Nikodemusevangelium, in dem die beiden Schächer auch namentlich genannt wurden.

### Überlieferung
Als Name des ersten Schächers wird aus den sogenannten Pilatusakten des Nikodemusevangeliums Gestas oder Gesmas, manchmal auch Kosmas angegeben. Der zweite, reuige Gekreuzigte heißt nach dieser Überlieferung Dismas. Er wird oft allein dargestellt, da sich ein Kult um ihn entwickelt hat – sowohl in der katholischen (25. März) als auch in der orthodoxen Kirche (23. März) ist ihm ein Gedenktag gewidmet.

### Künstlerische Darstellung
Es haben sich in ihrer künstlerischen Darstellung einige Konventionen etabliert, die gleichfalls nicht von der Bibel gedeckt sind. So werden sie im Gegensatz zu Jesus oft nicht an einem Passionskreuz, sondern an einem Y-förmigen Kreuz (Schächerkreuz) dargestellt, gelegentlich ist ihr Kreuz T-förmig (Antoniuskreuz). Auch sieht man sie öfter festgebunden statt festgenagelt. In einigen wenigen Kreuzigungsszenen wird Kosmas mit dem Rücken zu Jesus dargestellt. In der traditionellen christlichen Ikonographie wird Dismas zur Rechten Jesu dargestellt und Gismas/Kosmas links von Jesus. Der sterbende Jesus neigt das Haupt nach rechts (zu Dismas), Dismas nach links (zu Jesus) und Kosmas ebenfalls nach links (von Jesus weg).

Heilig-Kreuz-Kirche (Abtei, Südtirol)
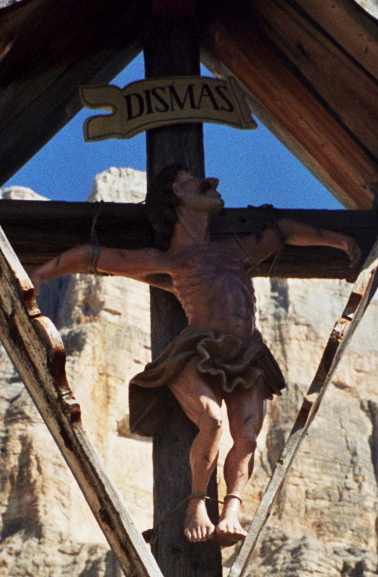
Dismas zur Rechten von Jesus
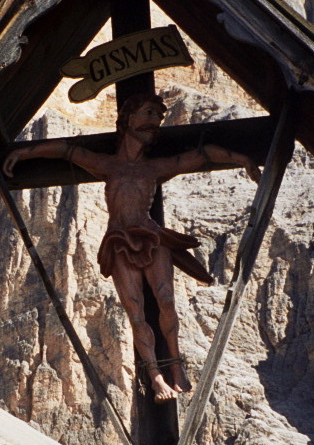
Gismas/Kosmas zur Linken von Jesus, wendet sich von ihm ab

Dieser Ikonographie folgen in der Regel auch die Arrangements der Kreuzigungsszene in den traditionellen Passionsspielen des deutschsprachigen Raums und in den Prozessionsspielen zur Karwoche in Süditalien.

### Adaptionen
In der Verfilmung Die Passion Christi von Mel Gibson ereignen sich nach dem Hohn von Kosmas noch zwei Szenen. Die erste zeigt einen Raben, der Kosmas daraufhin ein Auge auspickt. Eine zweite Szene zeigt, wie der Teufel mit einem Kind in den Armen davonzieht. Dabei soll das Kind die Seele des Schächers symbolisieren.